# Relógio de sol

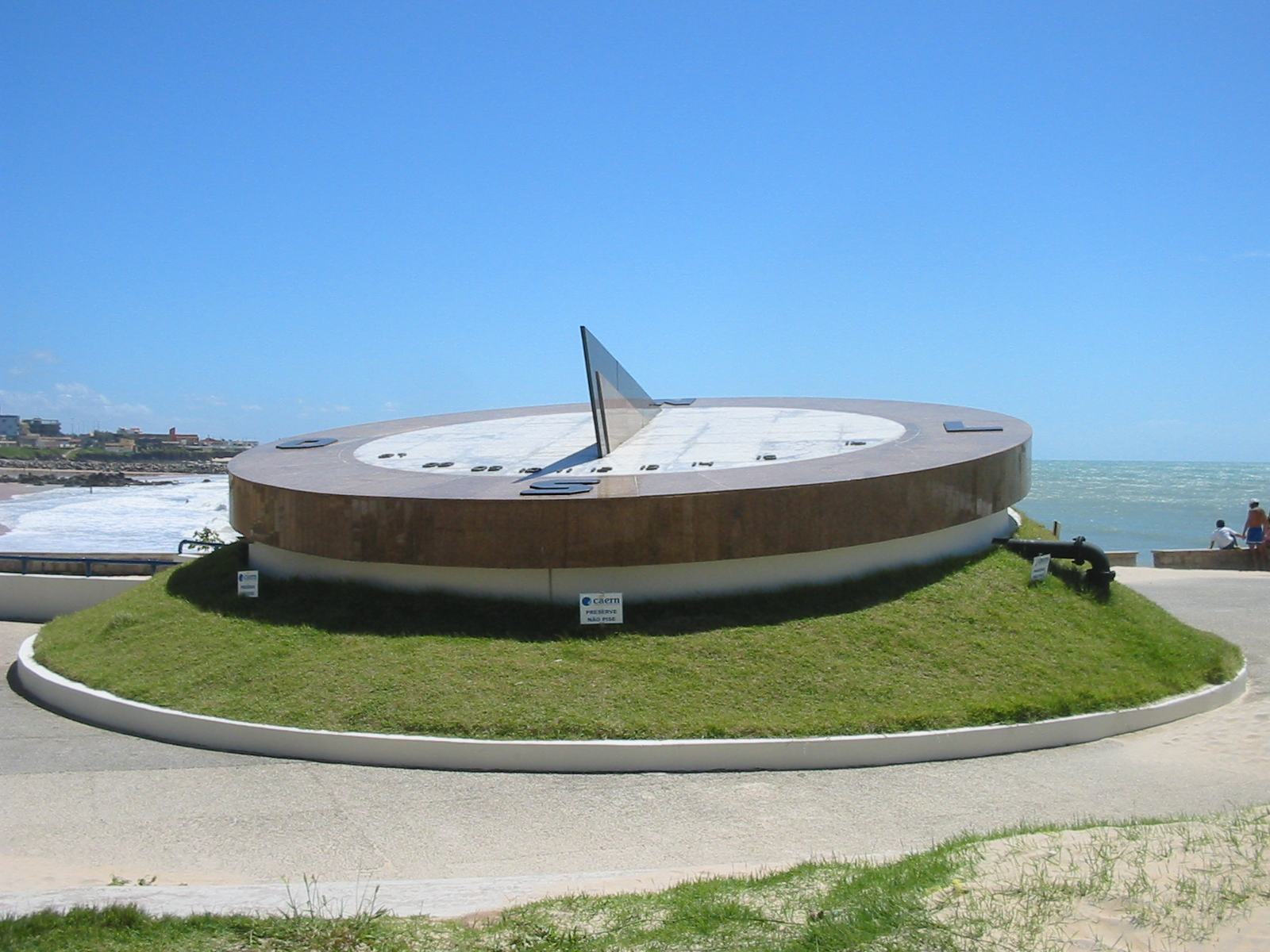
Relógio de Sol em Natal/RN (Brasil).

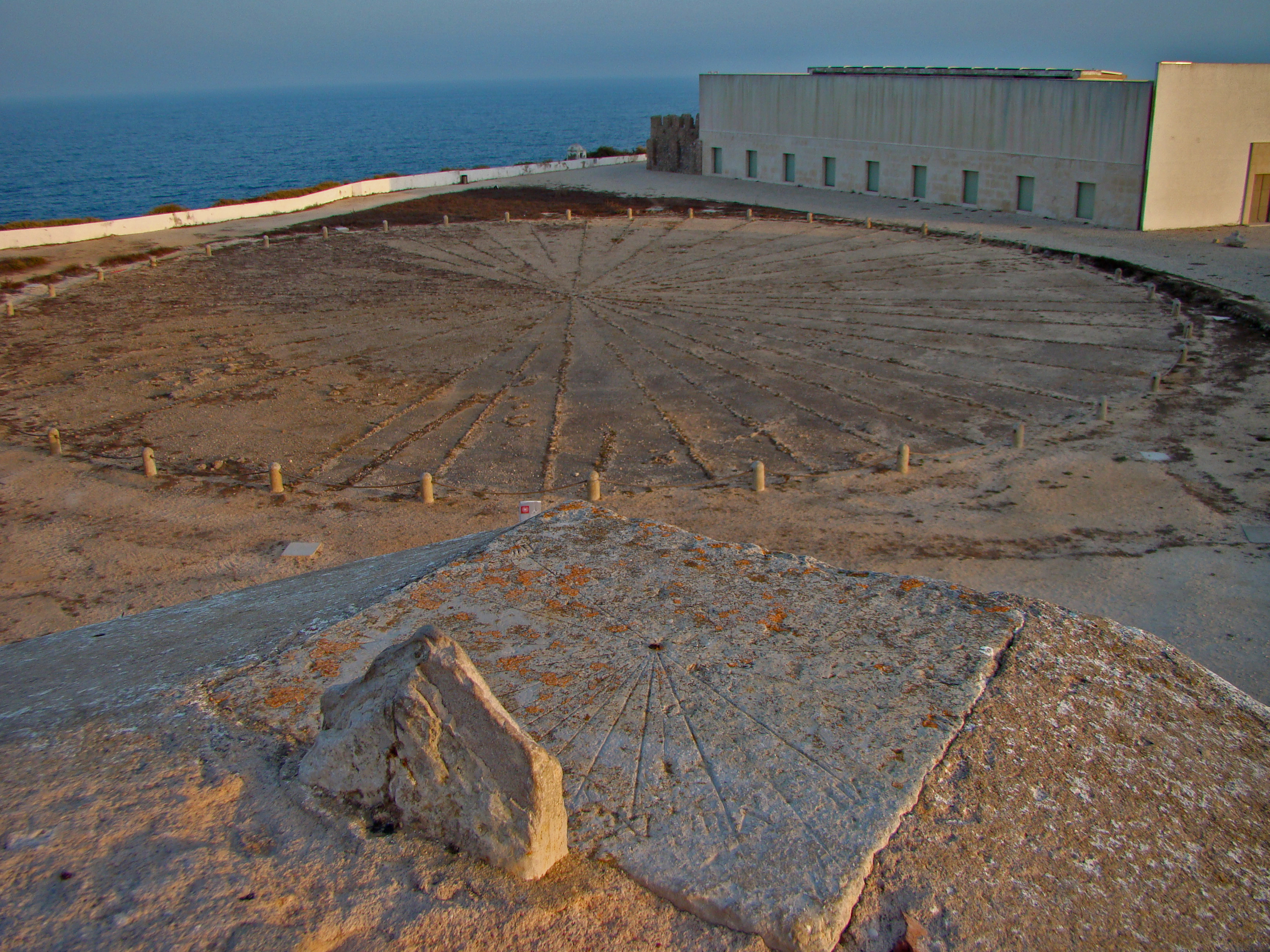
Dois relógios de Sol em Sagres, Portugal que datam do século XV. Tendo o menor numeração romana, e o maior apenas utilizando as linhas no chão como referência.

O relógio de Sol é um instrumento que mede a passagem do tempo pela observação da posição do Sol. Os tipos mais comuns, são os "relógios de Sol de jardim", que são formados por uma superfície plana que serve como mostrador, onde estão marcadas as linhas que indicam as horas, e com um pino ou placa, cuja sombra projetada sobre o mostrador funciona como um ponteiro de horas em um relógio comum. A medida que a posição do Sol muda, a sombra desloca-se pela superfície do mostrador, passando sucessivamente pelas linhas que indicam as horas. Também existem relógios de Sol mais complexos, com mostradores inclinados e/ou curvos. Os relógios de Sol normalmente mostram a hora solar aparente, mas, com pequenas mudanças, também podem indicar a hora padrão, que é a hora do fuso horário em que o relógio está geograficamente localizado.

## O relógio de Sol
Desde os tempos remotos os homens egípcios e babilônicos, ao observar o Sol, perceberam que este provocava a sombra dos objetos. Ao fazer estas observações notaram que ao longo do dia o tamanho destas sombras variavam. O homem primitivo, primeiramente, usou sua própria sombra para estimar as horas (sombras moventes). Logo depois viu que podia, através de uma vareta fincada no chão na posição vertical, fazer estas mesmas estimativas. Estava criado o pai de todos os relógios de Sol, o famoso Gnômon. Ao amanhecer a sombra estará bem longa, ao meio dia estará no seu tamanho mínimo e ao entardecer volta a alongar-se novamente.

## Utilidade nos dias atuais

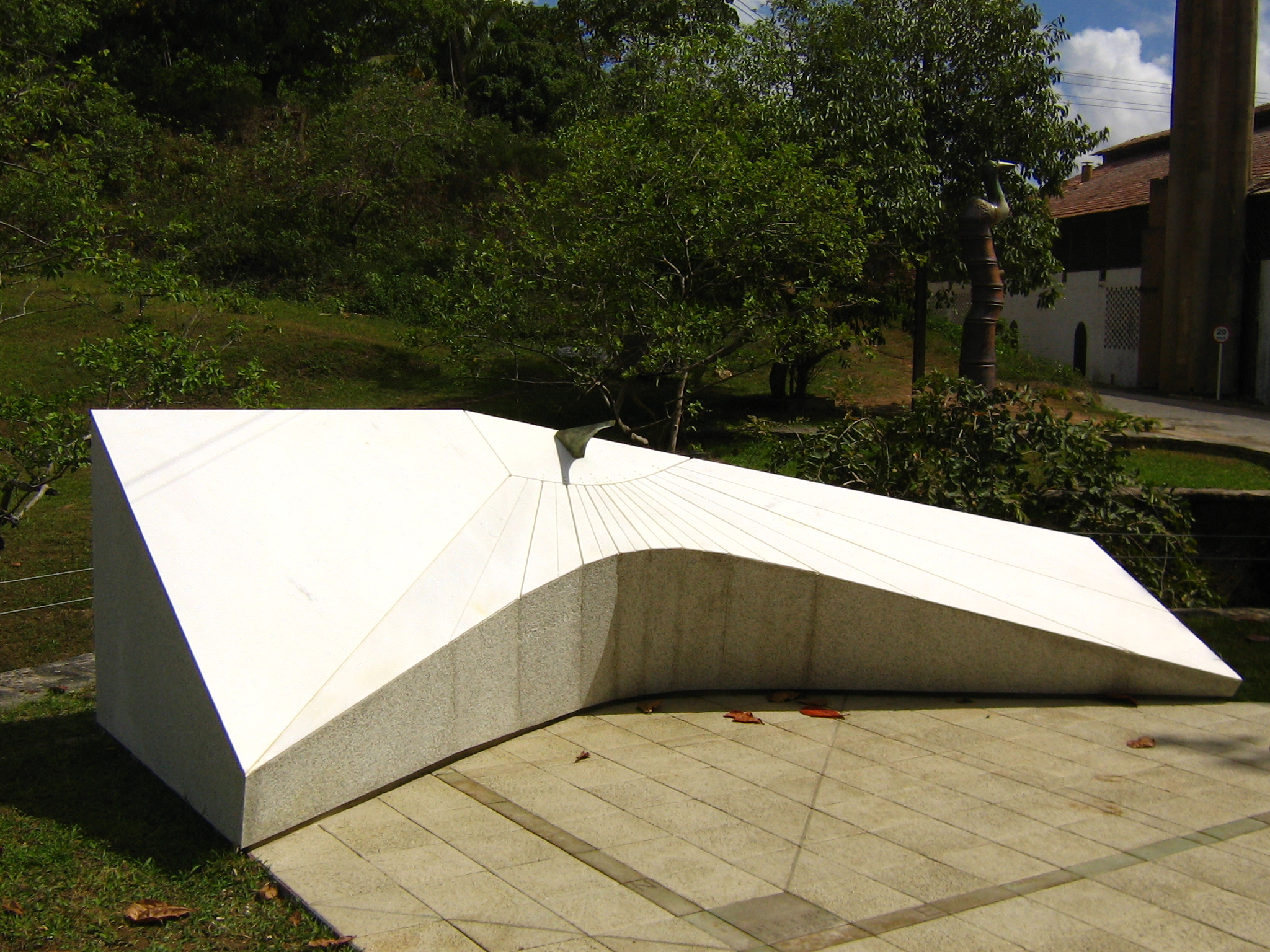
Relógio solar na Oficina Brennand (Recife, Pernambuco)

Motivos para construir um relógio de Sol nos dias atuais:
- Como objeto de decoração e curiosidade, em jardins, parques e praças, por exemplo.
- Com finalidade educacional, gerando interesse por astronomia entre jovens e adultos, em escolas, museus e outros locais públicos.
- Para efetivamente consultar as horas, em locais externos onde normalmente as pessoas não estão utilizando relógios de pulso, como na praia, em canchas de esporte e em piscinas, por exemplo.

## Construção de um relógio de sol

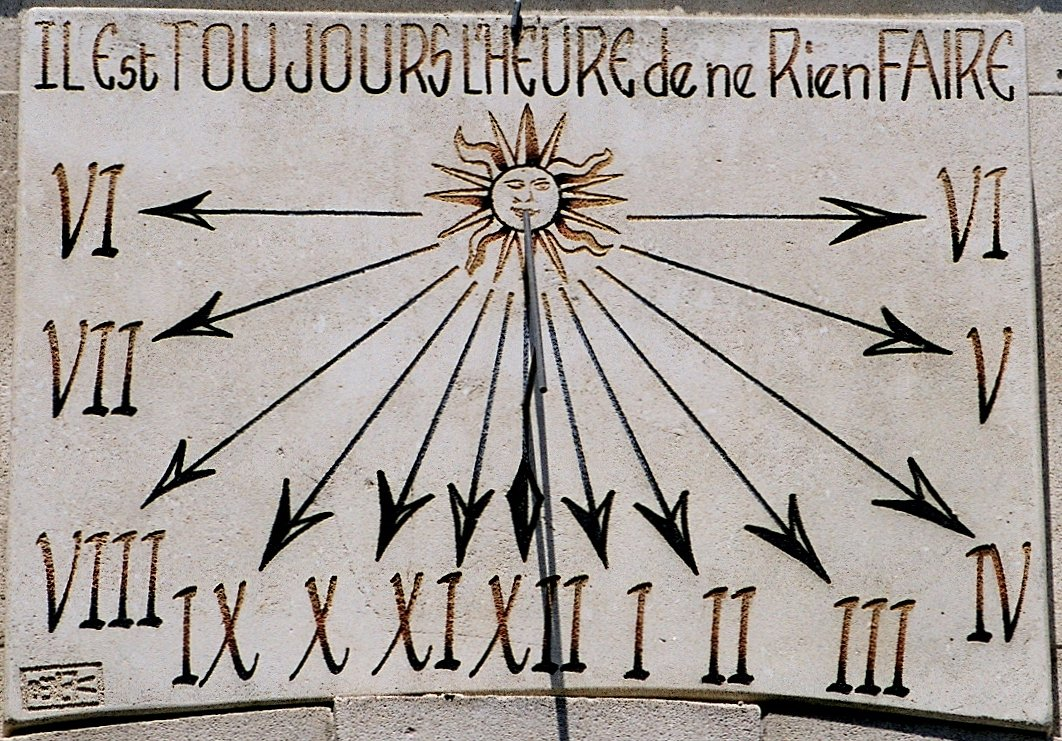
Relógio de Sol de parede em Saint Rémy de Provence (França)

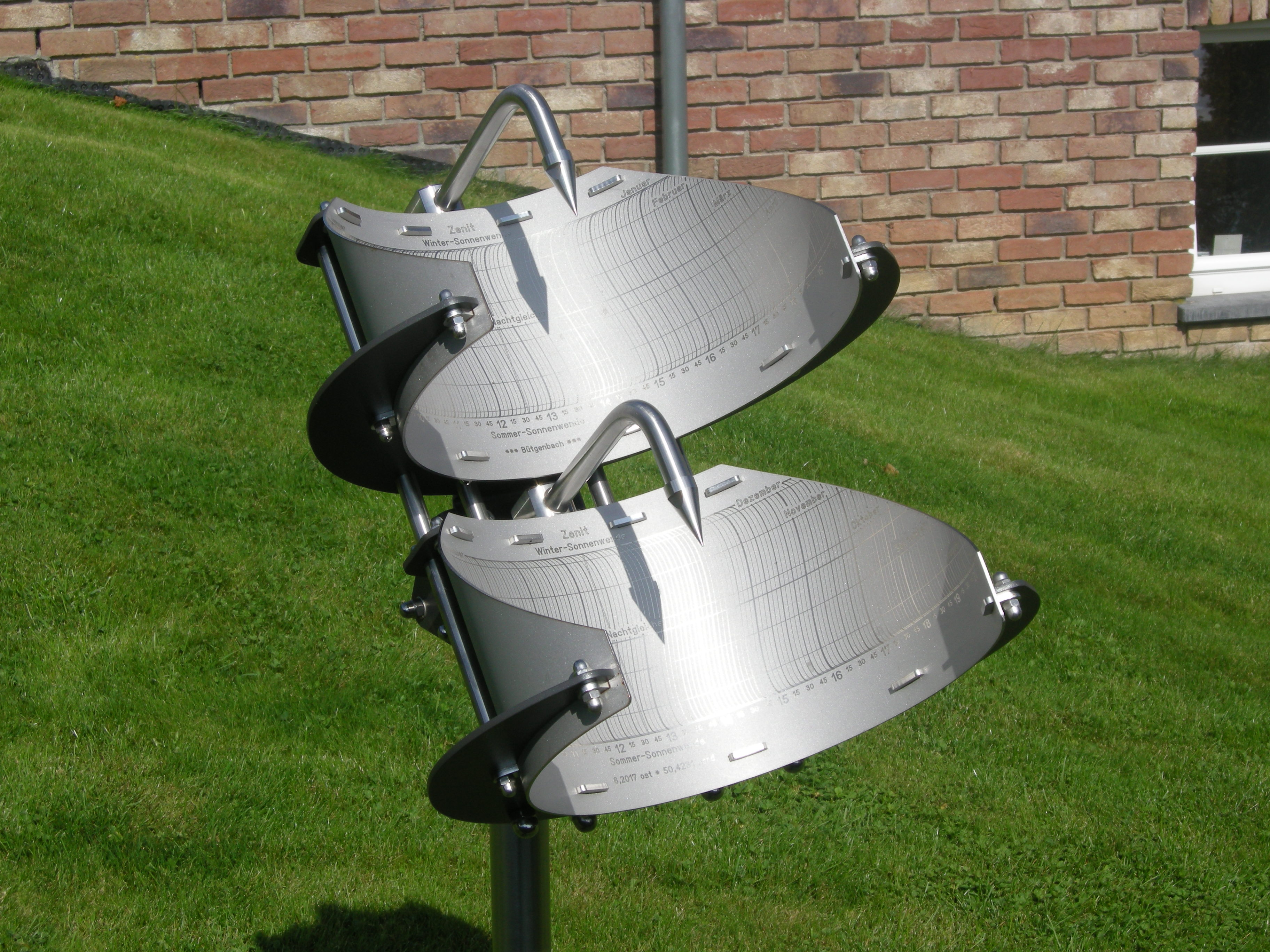
Relógio de Sol em Bütgenbach, Bélgica. (Precisão = ±30 Segundos)
- [http://toolserver.org/~para/GeoCommons/earth.php?latdegdec=50.4231&londegdec=6.2017&scale=10000&&commons=1/ (Google Earth)

O princípio fundamental para a construção de um relógio de Sol é o de que o ponteiro (gnômon) que irá projetar a sombra sobre o mostrador deve ser posicionado de forma a ficar paralelo ao eixo de rotação da Terra.
Um roteiro resumido para a construção de um relógio de Sol com mostrador horizontal é apresentado a seguir:

### Informações necessárias
Encontrar a direção do norte magnético utilizando um dos seguintes métodos:
- Com uma bússola e conhecendo a declinação magnética do local.
- Determinação prática, utilizando um pino vertical fixado no centro de circunferências concêntricas.

- Latitude do local (pode ser lida em um mapa ou nesta enciclopédia, no artigo de sua cidade)."

### Material
- Mostrador. Pode ser uma placa plana de pedra, concreto ou outro material rígido, normalmente no formato de um círculo ou retângulo.
- Pino ou ponteiro (gnômon). No caso de uma placa, deve ser cortado um triângulo retângulo com um dos ângulos agudos de medida igual à latitude do local. O comprimento do pino ou da hipotenusa do triângulo deve ser ligeiramente menor ou igual ao raio do mostrador.

### Construção
- Fixação do pino ou placa no mostrador, com orientação no eixo norte-sul e inclinação relativa ao plano horizontal igual a latitude do local. Sendo assim, uma das extremidades do ponteiro estará fixada no mostrador e a outra fica suspensa, apontando para o polo celeste do hemisfério em que se está (ou seja, polo sul celeste para locais no hemisfério sul e polo norte celeste para locais no hemisfério norte).
- Marcar as linhas das horas utilizando um dos seguintes procedimentos:
  - Na prática, em um dia ensolarado, com auxílio de um relógio convencional.
  - Utilizando o desenho gerado por um programa de computador (ver Ligações externas). Esse método tem a vantagem de permitir que as linhas dos equinócios e solstícios sejam incluídas no mostrador.

## Equação do tempo

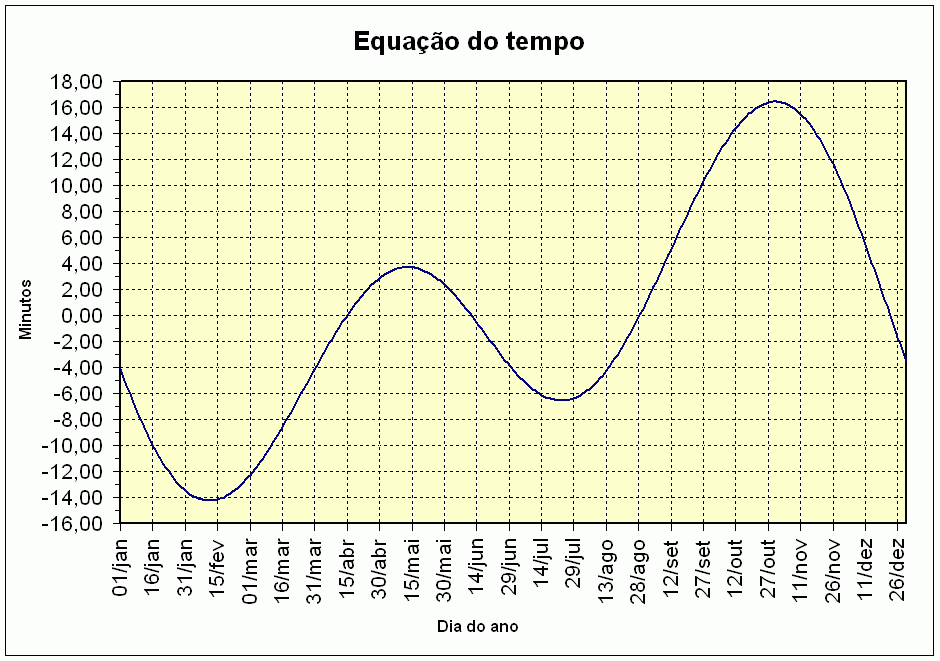
A hora lida em um relógio de Sol pode estar adiantada em até 16min e 33s (~31 de outubro) ou atrasada em até 14min e 6s (~11 de fevereiro).

Devido à inclinação do eixo de rotação e ao formato elíptico da órbita da Terra, não existe nenhuma orientação fixa para o gnômon, relativa à superfície terrestre, que mantenha uma relação geométrica constante com o Sol durante o ano inteiro (a melhor orientação possível é o paralelismo com o eixo de rotação da Terra). Por esse motivo, é impossível construir um relógio de Sol rígido com mostrador simples que mostre a hora certa o ano inteiro.
Os desvios entre a hora mostrada por um relógio de Sol e a hora certa podem ser calculados teoricamente. A fórmula matemática que relaciona esses desvios com os dias do ano é chamada "Equação do tempo".
Como qualquer outra função matemática bidimensional, a "Equação do tempo" pode ser representada graficamente, facilitando o seu uso. É recomendável sua apresentação em algum local próximo ao relógio de Sol, para que a leitura da hora possa ser corrigida por quem o consulte.

## Correção de longitude

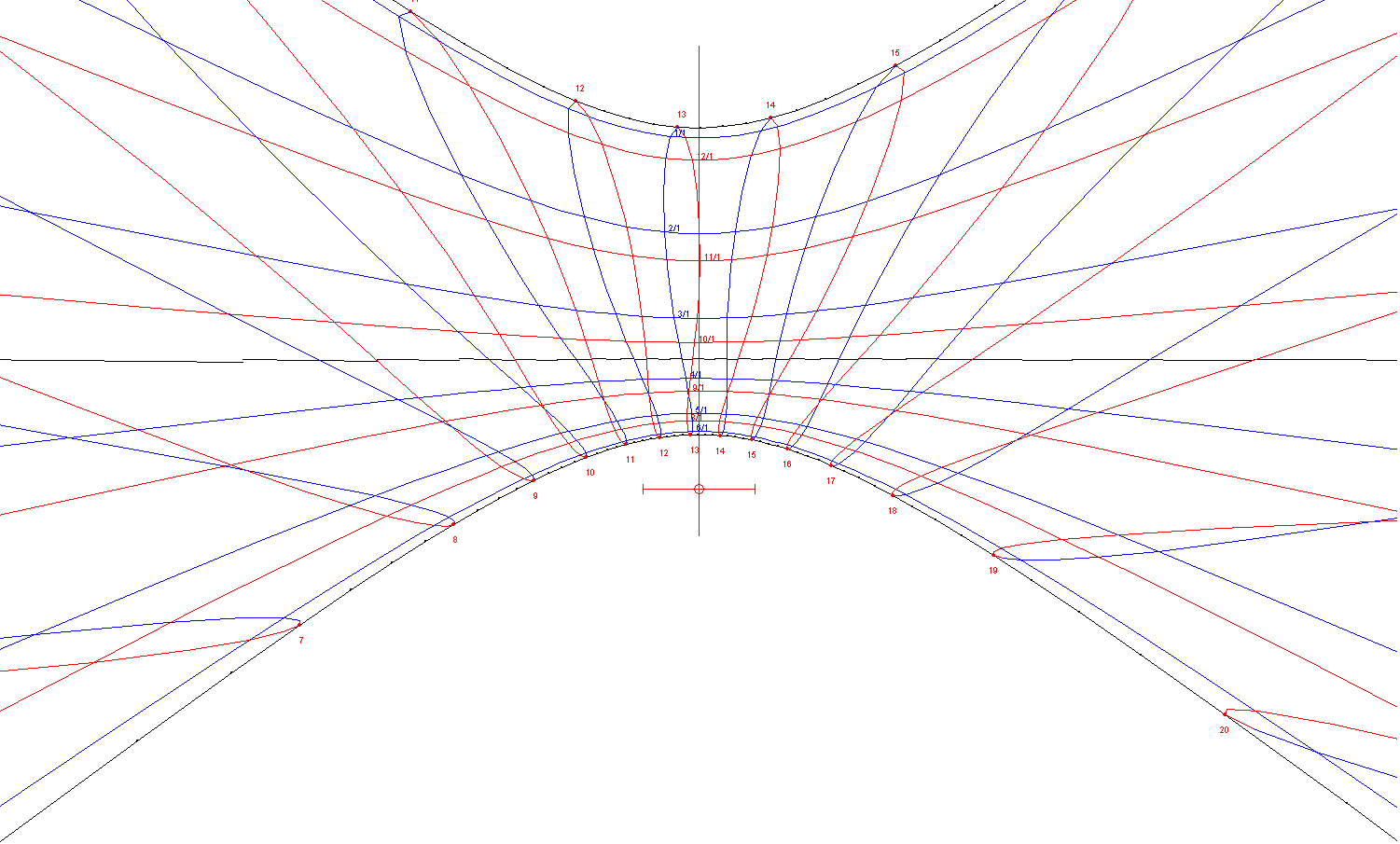
Face de um relógio de Sol mostrando as curvas analemáticas, isto é as linhas indicando, para cada época do ano, a diferença entre o tempo solar aparente e o tempo civil.

Um relógio solar construído em função de uma localidade específica exibirá a hora solar aparente daquele exato ponto, compartilhada exclusivamente por lugares co-meridionais, ou seja, por lugares alinhados num mesmo meridiano. Este é o tipo de hora exibido na maior parte dos relógios solares, e, até pouco mais de um século atrás, tem sido empregado como o tipo de tempo padrão na vida cotidiana.
Essa variação da 'duração das horas' ao longo do ano, entretanto, foi tolerada até o apogeu dos sistemas de transporte e telecomunicações, em meados de 1850. A partir de então, foi necessário estabelecer uma hora constante e uniforme, além de um sistema cronológico genérico que pudesse abranger um número maior de localidades distantes entre si que partilhassem de uma mesma hora local. Este é um breve resumo da origem dos fusos horários.
Tomemos como exemplo dois relógios solares idênticos, um instalado em Recife e outro em Brasília. Embora estas cidades compartilhem de uma mesma hora local, a hora solar de Recife estará cerca de 40 minutos à frente da de Brasília. Tal discrepância pode ser até tolerável se estamos considerando relações comerciais ligadas a transportes terrestres, mas no caso da China esta diferença entre cidades pode chegar até a 4 horas.
Um fator que pode vir a ser implementado à equação do tempo (a depender do princípio de composição do relógio solar) para compatibilizar as horas convencionais às horas solares é, portanto, a correção de longitude. Seu valor é obtido pela simples diferença entre a longitude do ponto do relógio, e a longitude do meridiano de referência. A leste deste meridiano, o relógio solar estará 'adiantado', enquanto a oeste estará 'atrasado'.